# Piero Pierobon
Piero Pierobon (Padova, 26 settembre 1931 – 26 maggio 2010) è stato un calciatore italiano, di ruolo centrocampista.

## Carriera
Gioca due partite in Serie A nella stagione 1950-1951. Segna anche un gol contro la Pro Patria l'8 ottobre 1950 (3-1 per il Padova). La seconda partita la gioca sempre contro la Pro Patria nel match di ritorno. Nel 1952, dopo una stagione tra le riserve, viene ceduto in prestito al Petrarca, formazione padovana militante nelle serie inferiori dove ritorna nel 1954.